# عمادالدین احمد
عمادالدین احمد مظفر «۷۹۵ ۷۸۶ ق/ ۱۳۹۳ ۱۳۸۴م» 
در زمان شاه شجاع نیز مدتی والی کرمان بود که به هنگام بیماری شاه شجاع حکم فرمانروایی کرمان را دریافت داشت. عمادالدین در روز جمعه ۲۰ شعبان ۷۸۶ ق/ ۷ اکتبر ۱۳۸۴ م به کرمان رسید. امیر اختیارالدین حسن قورچی به پیشواز او آمد و گنج‌ها و دژهای شهر را بدو سپرد. سلطان احمد پس از جنگ‌هایی که با سیورغتمش کرد، او را به هلاکت رساند و پس از آن به استقلال در کرمان فرمانروایی کرد. 
سلطان احمد در شوال ۷۸۹ ق / اکتبر ۱۳۸۷ م از حرکت تیمور به سوی ایران آگاه شد و به خدمت او رفت. در ۷۹۲ ق/ ۱۳۹۰ م عمادالدین احمد با سلطان زین العابدین همدست شد و به شیراز که در اختیار شاه منصور بود هجوم آورد، اما شکست خورد و نتوانست شیراز را فتح کند. چند سال بعد یعنی در ۷۹۵ ق/ ۱۳۹۳ م، امیر تیمور گورکان، شاه منصور را کشت و شیراز را به تصرف در آورد. سلطان احمد به اردوی امیر تیمور رفت و پس از چندی در کشتار آل مظفر، به فرمان امیر تیمور، او نیز کشته شد.